# Dairín González
Dairín González (Istmina, Chocó; 4 de junio de 1990) es un futbolista colombiano. Juega como defensa en el O&M FC de la Liga Dominicana de Fútbol.

## Clubes
| Club                 | País                 | Año           |
| -------------------- | -------------------- | ------------- |
| Itagüí Leones        | Colombia             | 2012-2013     |
| Fortaleza            | Colombia             | 2014          |
| América de Cali      | Colombia             | 2015-2016     |
| Deportes Quindío     | Colombia             | 2016          |
| La Equidad           | Colombia             | 2017          |
| Atlético Bucaramanga | Colombia             | 2018          |
| Guabirá              | Bolivia              | 2019          |
| Unión Magdalena      | Colombia             | 2019-2021     |
| Košice               | Eslovaquia           | 2021-2022     |
| Cibao FC             | República Dominicana | 2022-2024     |
| Universidad O&M FC   | República Dominicana | 2025-presente |